# Bengbu
Bengbu, tidigare känd som Pengpu, är en stad på prefekturnivå i provinsen Anhui i östra Kina. Staden är ett viktigt transport- och kommunikationscenter i regionen. Den ligger omkring 140 kilometer norr om provinshuvudstaden Hefei.

## Administrativ indelning
Staden består av fyra stadsdistrikt och tre härad. Det administrativa centret ligger i Bengshan.
| Namn                                                   | Typ           | Kinesiska | Pinyin        | Yta (km²) | Folkmängd (2020) |
| ------------------------------------------------------ | ------------- | --------- | ------------- | --------- | ---------------- |
| Bengshan                                               | Stadsdistrikt | 蚌山区    | Bèngshān Qū   | 114       | 447 682          |
| Guzhen                                                 | Härad         | 固镇县    | Gùzhèn Xiàn   | 1 365     | 501 449          |
| Huaishang                                              | Stadsdistrikt | 淮上区    | Huáishàng Qū  | 408       | 283 872          |
| Huaiyuan                                               | Härad         | 怀远县    | Huáiyuǎn Xiàn | 2 211     | 935 335          |
| Longzihu                                               | Stadsdistrikt | 龙子湖区  | Lóngzǐhú Qū   | 124       | 216 875          |
| Wuhe                                                   | Härad         | 五河县    | Wǔhé Xiàn     | 1 422     | 523 531          |
| Yuhui                                                  | Stadsdistrikt | 禹会区    | Yǔhuì Qū      | 321       | 387 664          |
| Bengshan Longzihu Yuhui Huaishang Huaiyuan Wuhe Guzhen |               |           |               |           |                  |

## Geografi och historia
Staden har i många århundraden varit det centrala transport- och handelscentrat för norra delen av provinsen Anhui och angränsande områden. Den ligger vid en av de kinesiska huvudjärnvägarna, Jinghubanan, mellan Peking och de sydliga och centrala delarna av landet. Staden är delad i två av den stora Huaifloden, en flod som vissa betraktar som gränsen mellan norra och södra Kina.
Namnet Bengbu, som betyder "skaldjurskajen", avspeglar stadens tidigare betydelse för pärlfiske. 
1948, under det kinesiska inbördeskriget, vann den kommunistiska Folkets befrielsearmé en avgörande seger över Chiang Kai-sheks nationalistiska (KMT) styrkor nära Bengbu, under Huaihaikampanjen.

## Näringsliv
Staden är numera känd för sin mat, och livsmedelsindustrin står för 44 procent av industriproduktionen i staden. Andra näringar i staden är verkstads-, textil-, glass-, kemi- och elektronikindustrierna.

## Klimat
Genomsnittlig årsnederbörd är 1 047 millimeter. Den regnigaste månaden är juli, med i genomsnitt 199 mm nederbörd, och den torraste är januari, med 17 mm nederbörd.